# Xả nhiên liệu trên không

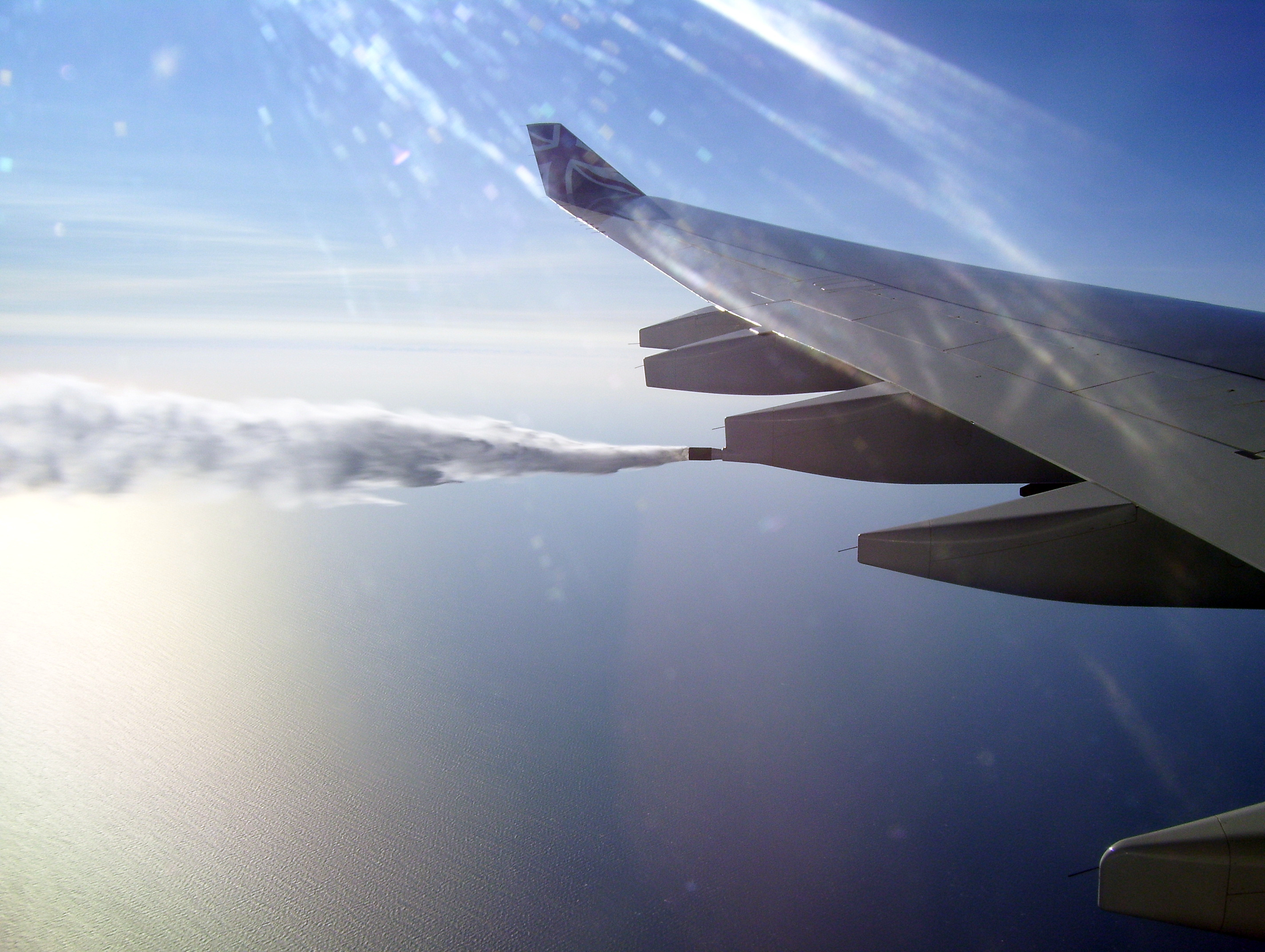
Nhiên liệu đang được xả trên không từ máy bay Airbus A340-600 trên Bắc Băng Dương gần Nova Scotia

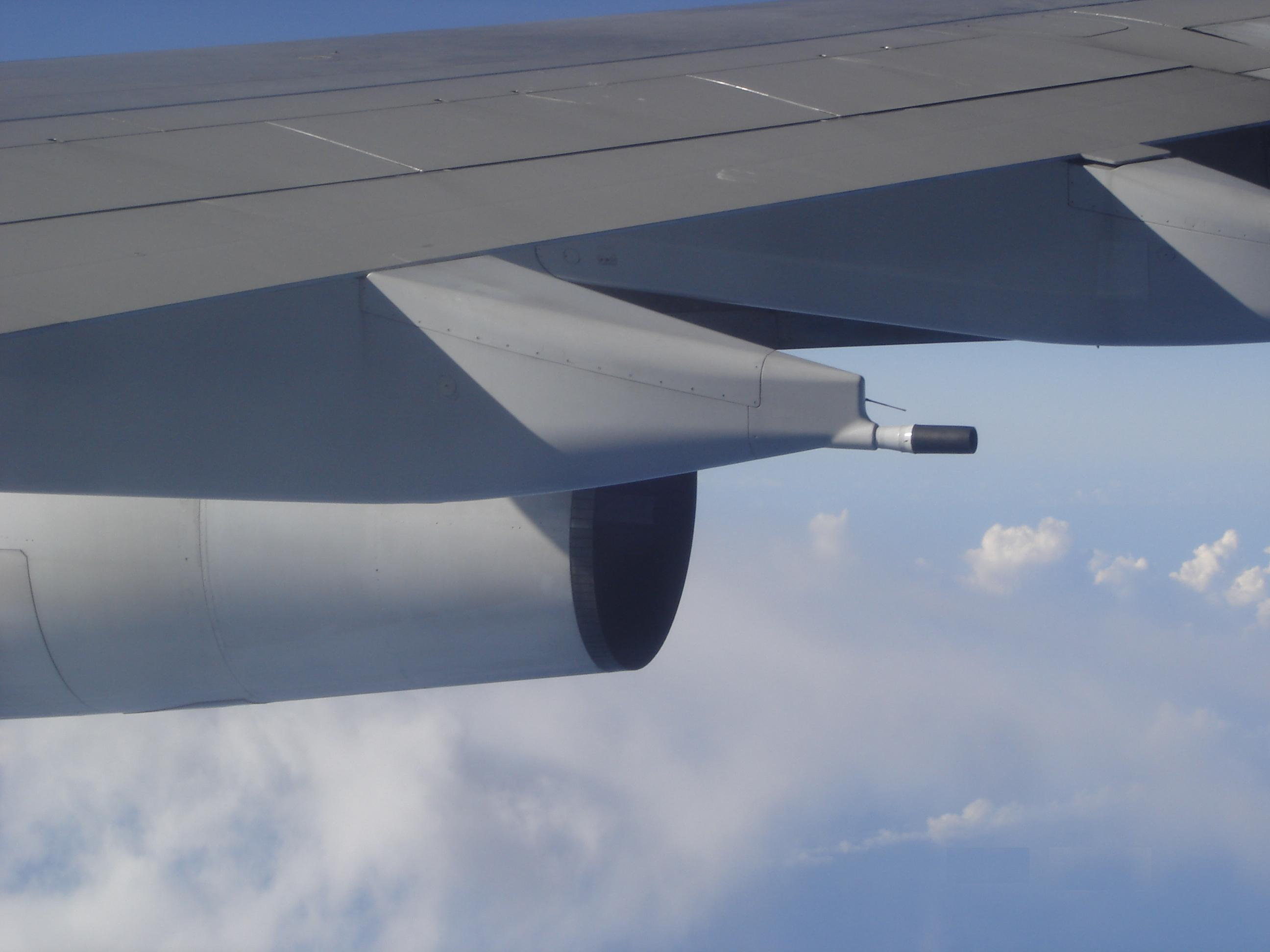
Vòi xả nhiên liệu của máy bay Airbus A340-300

Xả (hoặc Đổ) nhiên liệu trên không là hiện tượng máy bay đang trong tình huống khẩn cấp, buộc phải quay về sân bay sau khi xuất phát một khoảng thời gian ngắn hoặc phải hạ cánh khẩn cấp phải xả trực tiếp nhiên liệu ra môi trường để làm giảm trọng lượng toàn máy bay.

## Nguyên nhân
Các máy bay đều có hai thông số quan trọng về tải trọng giới hạn: tải trọng cất cánh tối đa và tải trọng hạ cánh tối đa (hầu như thấp hơn tải trọng cất cánh). Điều này nhằm đảm bảo an toàn bay cho chuyến bay và an toàn cho bề mặt đường băng khi hạ cánh. Một chuyến bay thông thường luôn có tải trọng cất cánh lớn hơn nhiều tải trọng hạ cánh do phải sử dụng, tiêu hao nhiên liệu trên suốt chuyến bay.

### Tốc độ xả
Việc xác định chính xác tốc độ xả nhiên liệu là khá khó khăn do phụ thuộc vào nhiều yếu tố môi trường, độ cao và lượng nhiên liệu còn lại. Càng thừa nhiều nguyên liệu thì tốc độ xả càng nhanh, và hiển nhiên lượng xả sẽ càng ngày càng chậm lại.
Theo nguyên tắc chung cho máy bay Boeing 747, các phi công sẽ xả dao động từ một đến hai tấn nhiên liệu mỗi phút, và dựa theo công thức Thời gian xả = (Tải trọng xả / 2) + 5 (phút). Vào năm 2009 một chiếc Airbus A340-300 phải quay trở về sân bay sau khi cất cánh không lâu, đã xả 53 tấn nhiên liệu trong thời gian 11 phút.